# Anton Haller (Politiker, 1907)
Anton Haller (* 9. Mai 1907 in Hall in Tirol, Tirol; † 15. April 1958 in Innsbruck) war ein österreichischer Politiker (ÖVP).

## Leben
Anton Haller absolvierte nach dem Besuch der Pflichtschulen die Schuhmacherlehranstalt in Wien und erlernte auf diese Weise den Beruf des orthopädischen Schuhmachers. Später war er auch als Lehrer an der Berufsschule in Hall in Tirol tätig.
Seine kurze politische Karriere begann 1945, als er zunächst zum Vizebürgermeister seiner Heimatgemeinde Hall gewählt wurde und im selben Jahr ein Mandat der Tiroler Volkspartei im Tiroler Landtag annahm. Nach vier Jahren als Landtagsabgeordneter ging Haller nach Wien, wo er im November 1949 als Mitglied des Bundesrats vereidigt wurde. Im Bundesrat saß er ab Dezember 1954 im Ausschuss für wirtschaftliche Angelegenheiten. Im Januar 1957 wechselte Haller vom Bundesrat in den Nationalrat. In ihm bekleidete er bis zu seinem Tod ein Mandat.
Anton Haller wurde 50 Jahre alt. Er starb im April 1958 infolge eines Herzschlags.